# TV Metropolitana (Belém)
TV Metropolitana é uma emissora de televisão brasileira sediada em Belém, capital do estado do Pará. Opera no canal 16 UHF digital e pertence à W. A. C. Rabelo & Cia.

## História

### TV Metropolitana (2008-2013)
A TV Metropolitana entrou no ar no dia 12 de outubro de 2008, sendo afiliada à Rede Brasil e posteriormente ao TV Esporte Interativo aos fins de semana.
No início de junho de 2009, deixou de transmitir a programação das duas redes, passando a transmitir apenas da CNT. Essa mudança, porém, fez a TV Metropolitana despencar na audiência.
Em julho, mais de um mês depois da afiliação, foi necessário "cobrir buraco" da programação da CNT (baseada na maioria em programas de tele-cultos e independentes) com vídeo-clipes (TVM Hits), diversos programas terceirizados e modesta programação local (Jogo do Poder Amazônia).
Em 2011, retoma as transmissões da TV Esporte Interativo, mas dividindo espaço com a Rede CNT.
Em dezembro do mesmo ano, o site Diário Online anunciou que a emissora será afiliada à TV Diário nos próximos dias.
Em 2012, a emissora passa a transmitir programas da TV Diário, dividindo afiliação com Esporte Interativo e CNT. Até então, a Diário só era transmitida em sinal aberto no Ceará (através de retransmissoras) e canais de TV paga (em outros Estados), pois se tornou primeira afiliada da rede em canal aberto, depois de sair do ar das parabólicas e só transmitindo no Ceará e canais de TV paga em 2009.

### TV Bacana (2013)
Em 12 de abril de 2013, a TVM passa a se chamar TV Bacana e deixa de transmitir a TV Diário e volta a transmitir à TV Esporte Interativo integralmente e com espaço para uma programação local mais variada, sendo transmitida também pela internet pelo site tvbacana.net.
No entanto, em agosto de 2013, depois de mais de 4 meses da mudança, a emissora volta a se chamar TV Metropolitana.

### O primeiro retorno da TVM (2014-2018)
Em 10 de junho de 2014, devido ao arrendamento pela CNT de 22 horas diárias de sua programação, a TVM cancela afiliação com a emissora, transmitindo exclusivamente com o Esporte Interativo. Porém no dia 27 de junho, a TVM volta a retransmitir a CNT com a exibição do CNT Jornal.
No dia 11 de novembro de 2014, a emissora deixa de transmitir o Esporte Interativo e a CNT e volta a transmitir a Rede Brasil de Televisão, sendo que a mesma já retransmitiu o canal entre o dia 12 de novembro de 2008 até o começo de junho de 2009. 
No dia 30 de maio de 2018, com o desligamento do sinal analógico em Belém e Região Metropolitana, a partir do dia 31 de maio passa a ter sinal digital na Grande Belém funcionando no canal 16 (17.1 virtual), sendo assim o canal 17 UHF marcou como símbolo quando funcionava no sinal analógico. Entre os dias 14 de junho e 5 de julho o sinal da emissora permaneceu fora do ar por motivos desconhecidos, sendo restabelecido em 6 de julho. 

### Rede Brasil Pará (2018-2019)

Antigo logotipo da emissora, utilizado até 2019

Em 18 de setembro, adota o nome-fantasia Rede Brasil Pará, reforçando a parceria com a cabeça de rede. Junto com a mudança, em 30 de setembro, o canal é transferido do 17.1 para o 16.1 virtual. 
Porém, apenas 4 meses depois, a emissora voltou a usar o nome TVM na grade local, mantendo a afiliação com a Rede Brasil e com o caça-níquel Top Game, da G2P TV, exibido desde novembro de 2015. Com a volta do nome original, o canal passou a investir em filmes e séries clássicas, além de desenhos animados na programação local, deixando de exibir videoclipes regionais e internacionais. Apesar da reformulação, os programas terceirizados permanecem na grade. 

### O segundo retorno da TVM
No dia 15 de janeiro de 2020, a TVM renova sua marca e pacote gráfico, e junto com ela, criou novas contas nas redes sociais Facebook e Instagram, como forma de aproximação com o público, além de adotar um novo slogan: "Para sua família" e adotar uma programação um pouco mais independente da Rede Brasil, retransmitindo apenas alguns de seus programas. Em 3 de setembro de 2021, passou a retransmitir a Rede União.

### TV Mais Pará (2022-2023)
Em 13 de junho de 2022, a emissora muda de nome e identificação visual, passando a se chamar TV Mais Pará, deixando de retransmitir a TV União, adotando uma parcela maior de programação independente, voltada ao regionalismo Paraense, controlada pela empresa Mais Pará Comunicação. Já com o novo nome, a emissora transmitiu de 18 a 26 do mesmo mês, o "Forró Ananindeua 2022", evento junino organizado pela Prefeitura de Ananindeua.
No dia 23 de junho, a emissora se apresentou com o novo nome ao público nas redes sociais. Junto com essa apresentação, o canal também lançou um portal exclusivo na internet, intitulado Mais Pará News e que logo foi abandonado. 
Em 1 de julho, a emissora anunciou a contratação da jornalista Célia Pinho (ex-RecordTV Belém), juntamente com o programa que ela vai apresentar no canal, chamado "Cuíra", que estreou no dia 11.
No entanto, em uma denúncia anônima divulgada no dia de 16 de novembro à um blog local, a emissora foi acusada de calote ao não pagar o salário dos funcionários, realizando os mesmos apenas sob ameaças de greve. Além disso, foi relatado que o canal não possuía nem mesmo um departamento comercial, tendo dificuldades de vender patrocínios para as atrações, inclusive do programa Cuíra, que era o carro chefe da casa e chegou a assumir a vice-liderança na tão concorrida faixa do almoço. As últimas estreias do canal foram o programa A Tarde é Minha, apresentado pela cantora Gretchen, junto com o marido Esdras de Souza (sendo este uma produção independente) e o Acorda Pará, apresentado pela ex-vereadora Meg Barros, com ambos durando menos de um mês no ar.
No dia 22 de dezembro, o canal do YouTube da emissora foi atualizado pela última vez, bem como também foi a última vez que as atrações inéditas foram ao ar. A partir do dia 23, a emissora preencheu o espaço das atrações locais com entalados, mas sendo tratada provisoriamente como canal 16.1.

### O terceiro retorno da TVM (2023-Atualmente)
No início de 2023, o canal 16.1 voltou a se chamar TV Metropolitana, popularmente conhecido como TVM, retornando a transmitir de algumas atrações da Rede União e a exibição de entalados.

## Sinal digital
| Canal Digital | Canal a Cabo | Resolução de tela | Programação                                            |
| ------------- | ------------ | ----------------- | ------------------------------------------------------ |
| 16.1          | 16 UHF       | 1080i             | Programação principal da TV Metropolitana / Rede União |

Transição para o sinal digital
Com base no decreto federal de transição das emissoras de TV brasileiras do sinal analógico para o digital, a TV Metropolitana, bem como as outras emissoras de Belém, cessou suas transmissões pelo canal 17 VHF em 30 de maio de 2018, seguindo o cronograma oficial da ANATEL.